# 龍船寺

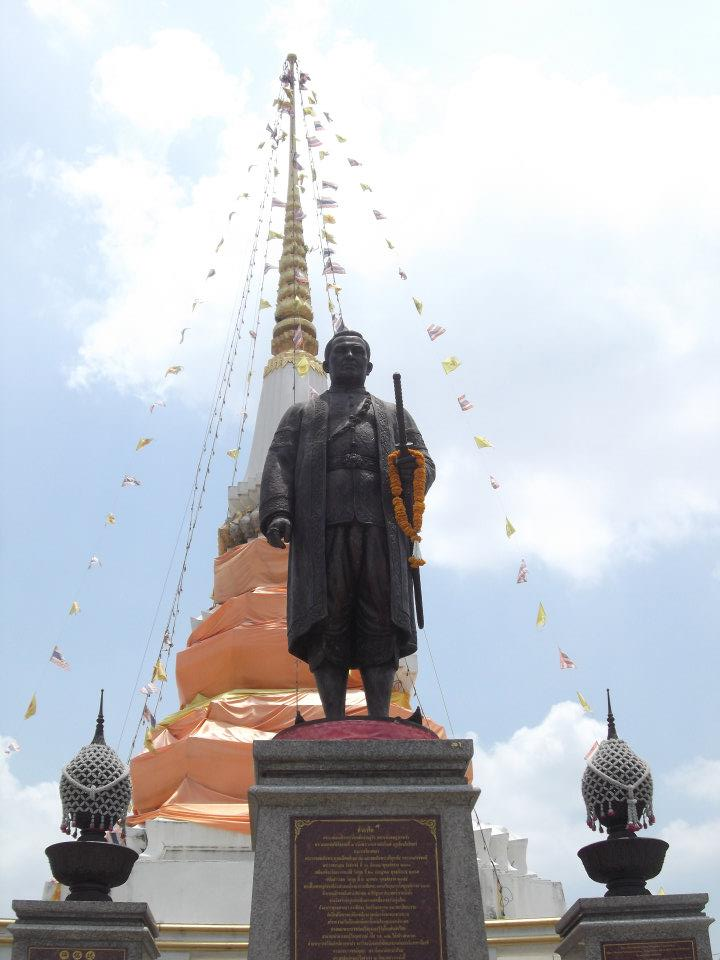
龍船寺的拉瑪三世銅像

龍船寺（又译为然那哇佛寺、龍船越）是一家位於泰國的首都曼谷之然那哇縣的石龍軍路1392號，介乎石龍軍42/1及44街之間的湄南河畔的三级皇家佛寺。

## 歷史
在吞武里时期，Wat Khok Khwai被提升为暹羅皇家寺院，被赋予新名“Wat Khok Krabue”。后来，拉玛一世修建了一座新寺庙。
中國的明朝時代，中國和東南亞各國的水路交通，皆依靠一種大帆船，船身漆上紅色，船頭兩邊繪著騰躍的龍，俗稱：「紅頭船」。由於中國的華僑對暹羅的建設作出貢獻，在19世紀初期，暹羅君主拉瑪三世地下令改建一座舢板、一座佛塔，使用鋼筋及混凝土建造一座仿照紅頭船，以兩個佛塔代表桅杆，並御賜「龍船寺」的新名稱，供市民瞻仰蘭花。

## 公共交通
- 曼谷集體運輸系統，架空鐵路，是隆線，鄭皇橋車站。

## 图库

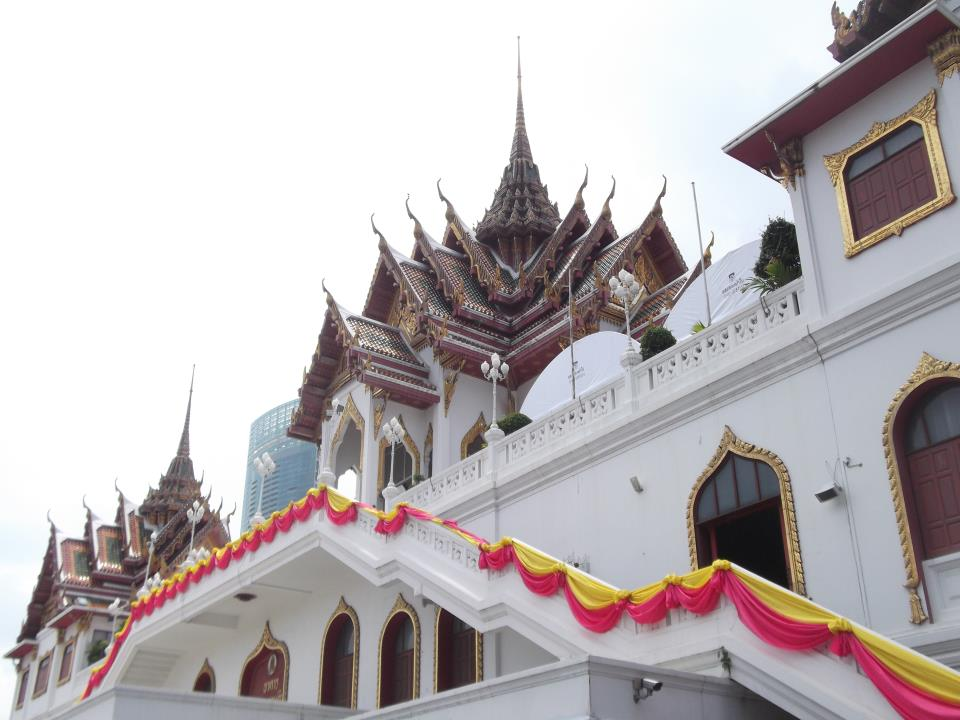
寺庙外观
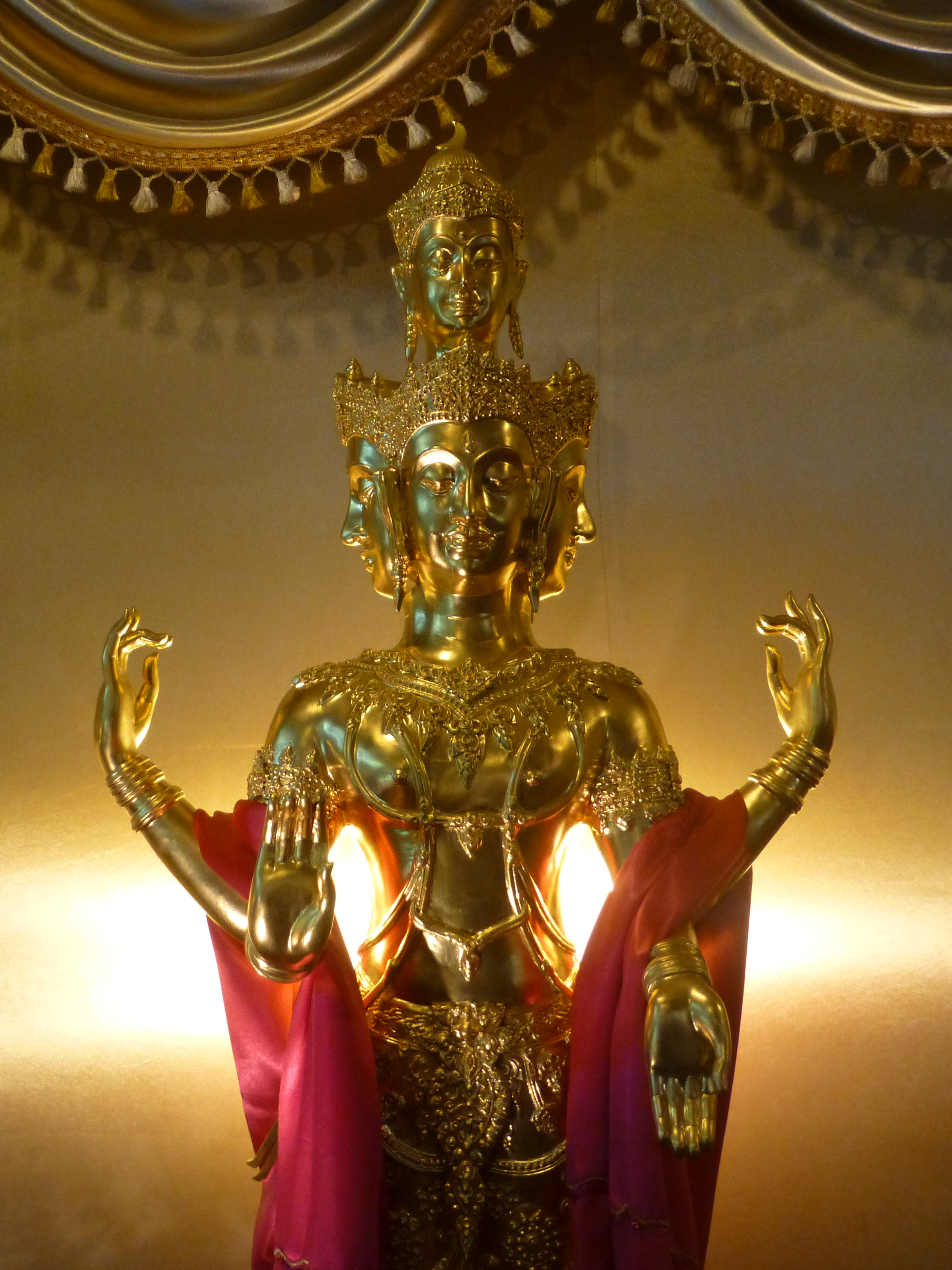
四面佛立像
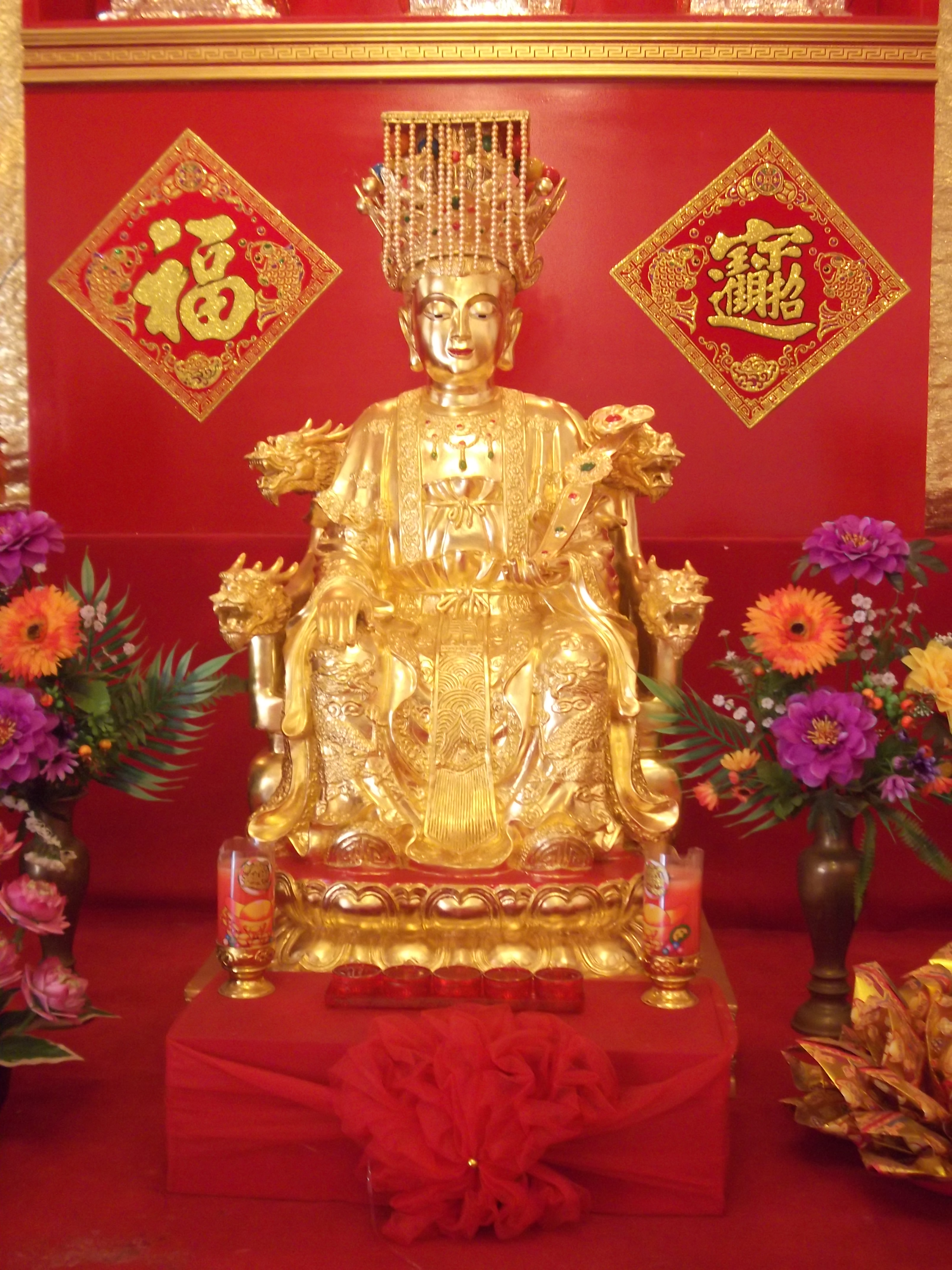
妈祖像
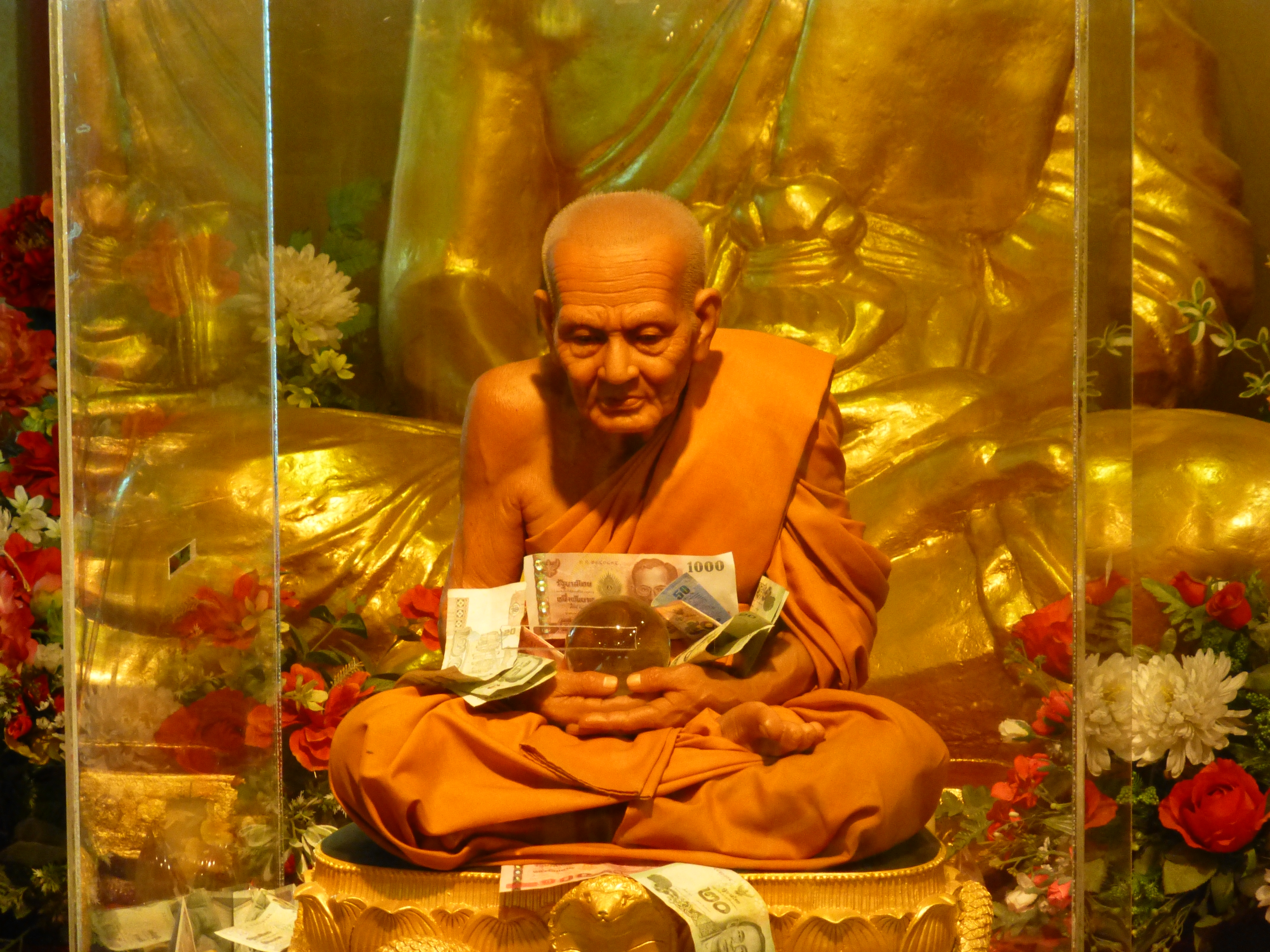
龙婆托蜡像
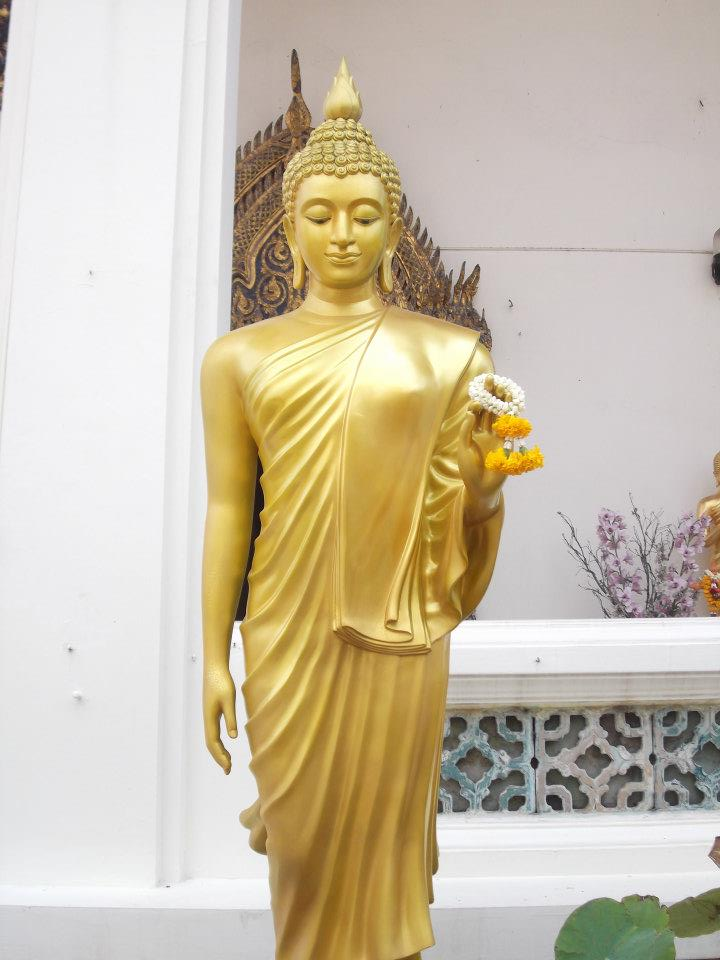
行走佛
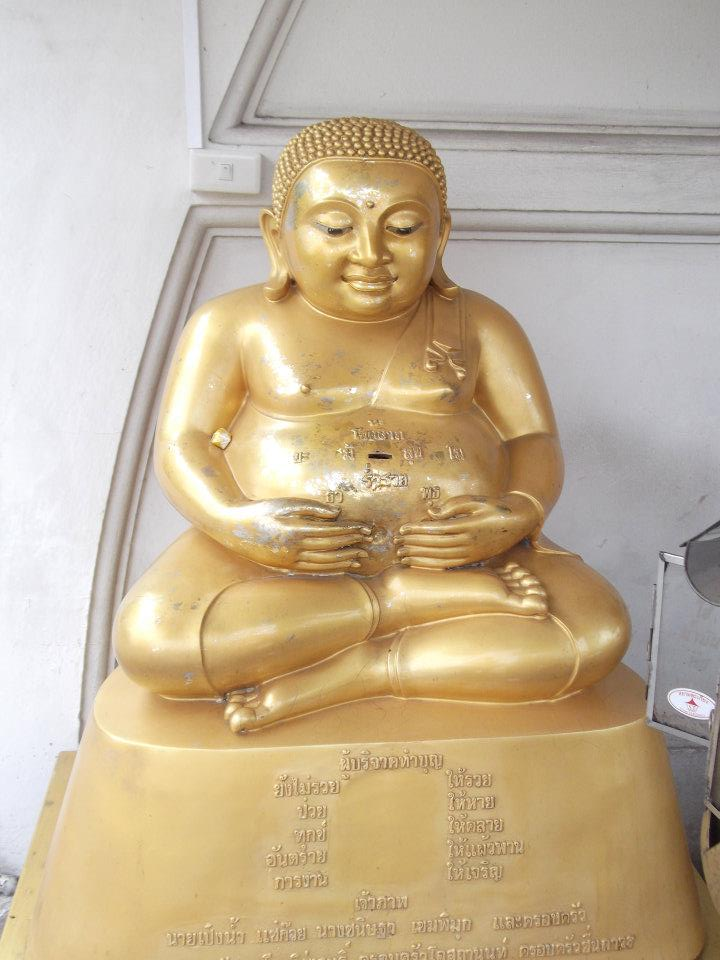
善加财
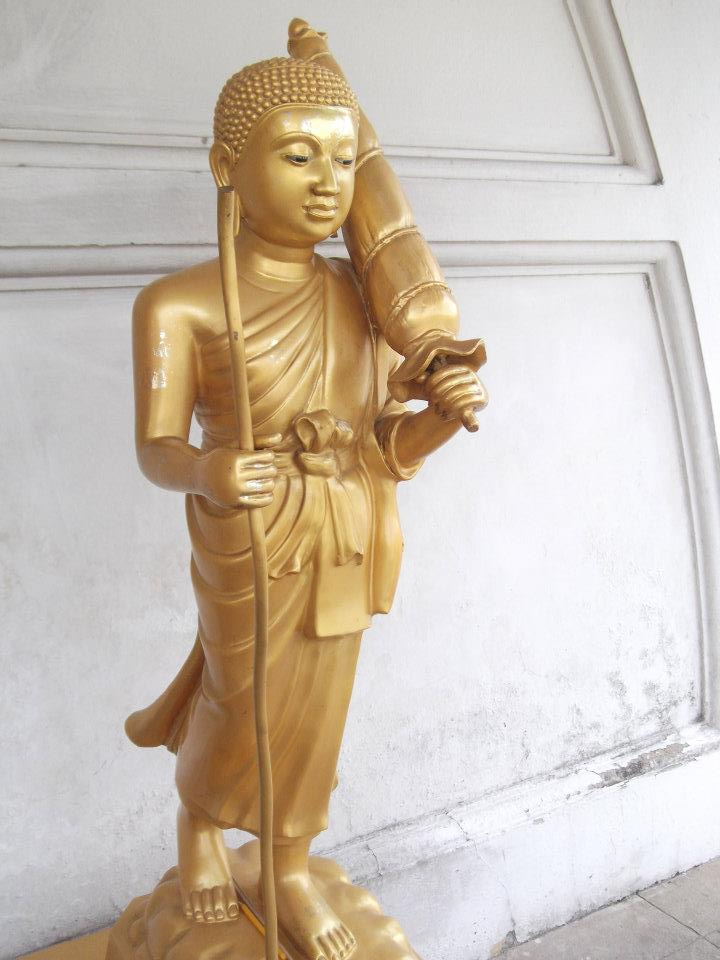
西瓦里（英语：Sivali）
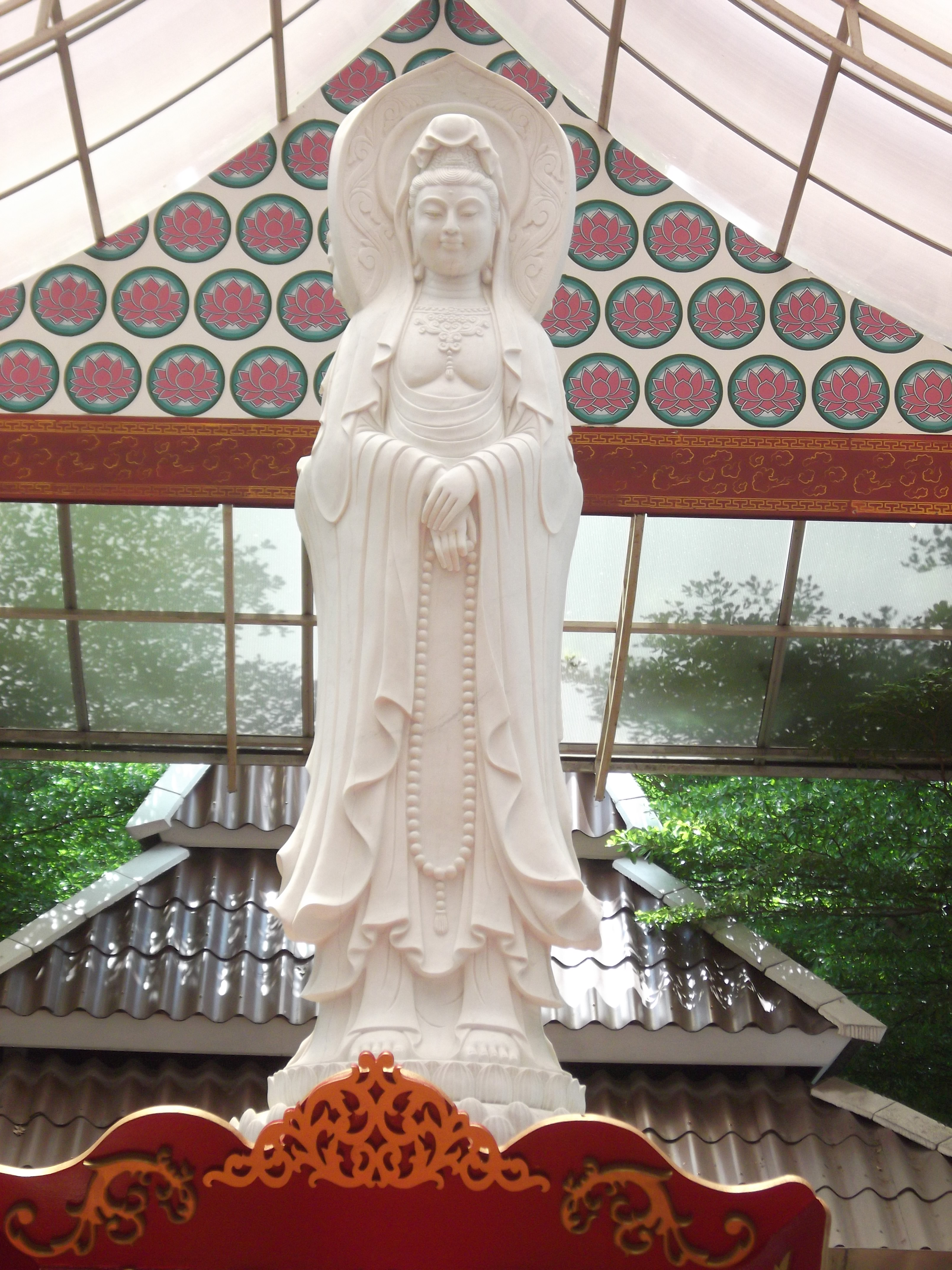
仿南山海上观音圣像

## 外部連結
- 龍船寺的照片冊 （页面存档备份，存于）
- 2008年4月6日夜裡的然那哇佛寺(龍船越)的影像。 （页面存档备份，存于）
- 2009年2月4日的然那哇佛寺(龍船越)的影像。 （页面存档备份，存于） (泰語旁述；英文字幕)
- 2009年4月拍攝的然那哇佛寺(龍船越)的影像 （页面存档备份，存于）